# Estasiec II
Estasiec (Stasioecus, Στασίοικος) fou un príncep xipriota de la dinastia de Marion, un dels principats de l'illa abans de la seva conquesta per Ptolemeu I Sòter.
Fou un dels primers prínceps que es va aliar amb l'almirall egipci Seleuc i va reconèixer la sobirania de Ptolemeu, però després, el 313 aC, va abandonar aquesta aliança i junt amb altres prínceps de l'illa va entrar en negociacions amb Antígon el Borni. Abans que aquest pogués enviar cap ajut, Ptolemeu va enviar una flota a l'illa i Estasiec fou fet presoner. La ciutat de Màrion fou arrasada fins als fonaments i rebatajada Arsinoe.